# Бенгальське Відродження
Бенгальське Відродження (Бенгальський Ренесанс) — течія в індійському мистецтві, що виникла на рубежі XIX-XX століть під впливом зростання місцевого національно-визвольного руху. До цієї течії відносять творчість художників О. Тагора, Н. Бошу, А. К. Халдара, Маниши  і Мукула Де, К. Мазумдара, С. Гупти, С. Укіла та інших. Своєю метою ці художники ставили створення нового національного мистецтва. У цьому вони спиралися як досвід індійських настінних розписів і мініатюри, а й у традиції китайської і японської живопису. Так, у роботах Обоніндронатха Тагора (1871-1951) очевидно поєднання стилістичних прийомів національної мініатюри, європейської графіки та японського живопису, у роботах Нондолала Боша (1882-1966) представлена спроба поєднання традицій індійського стінопису, калігхатського. Для творів майстрів цієї течії характерні ліричність та стилізація. Багато хто з них присвячений сценам сільського життя та міфологічним темам.
З огляду на складність і різноманіття явища, званого «Бенгальським Відродженням» існують різні трактування цього феномена. Це і інтерпретація його як звернення до давньої спадщини, і тлумачення його як відродження на новому рівні давно минулої культури, і трактування його як спроби синтезу індійської спадщини із досягненнями західної цивілізації. Дослідженню цього явища присвячені праці істориків, істориків культури, мистецтвознавців, літературознавців, релігієзнавців та філософів.
Найбільшим представником Бенгальського Відродження є лауреат Нобелівської премії Рабіндранат Тагор. До представників релігійно-філософської думки Бенгальського Відродження відносяться також Раммохан Рой, Дебендронатх Тагор, Кешобчондро Сен, Вівекананда.
В рамках Бенгальського Відродження розглядають також діяльність таких індійських вчених як одного із творців квантової механіки та статистики Шатьендраната Бозе (1894-1974) та фізіолога рослин, фізика та біофізика Джагадіш Чандра Боше (1858-1937).